# قلنسوة الجذر
قَلَنْسُوة الجذر أو الحَوْفَل أو التِّرس (بالإنجليزية: Root cap)‏، هي جزء من الأنسجة التي تقطن قمة الجذور في النباتات، وهي طبقات عدة من الخلايا البرانشيمية تتفتت عند احتكاكها بالتربة وتجددها الخلايا المولدة في القمة النامية. تتكون القلنسوة من نوعين من الخلايا؛ الخلايا العمودية الداخلية وخلايا قلنسوة الجذر الجانبية التي تستمر في التكوّن من النسيج الإنشائي القمي للجذر.
تبدو القلنسوة بوضوح في بعض النباتات ذات الجذور الكبيرة. تحمي القلنسوة قمة الجذر الرقيقة من أي تلف أثناء نمو الجذر في الطول وتندفع القمة داخل التربة.